# الأميرة لودوفيكا من بافاريا
الأميرة لودوفيكا فيلهيلمين من بافاريا (الألمانية:Ludovika Wilhelmine von Bayern؛ 30 أغسطس 1808 - 25 يناير 1892)؛ هي الابنة السادسة لـ ماكسيمليان الأول يوزف ملك بافاريا وزوجته الثانية كارولين من بادن.
تزوجت لودوفيكا من ماكسيمليان يوزف دوق في بافاريا في 1824 في تيغرنزيه؛ والده الدوق بيوس أوغست في بافاريا يكون في الأصل ابن عمتها، كانت لودوفيكا محبطة دائماً على عكس شقيقاتها الكبار (اللتان تزوجن من ملوك وأرشيدوقيون النمسا)؛ لأنها تزوجت من شخص لم يحمل لقب كبير، بل كان دوق غريب الأطوار وطفولياً وبحيث كان مولعاً للسيرك، ومع ذلك الأميرة لودوفيكا كانت مصمما في تزويج بناتها من أفراد العائلات الحاكمة؛ كان لديهم عشرة أبناء من زوجها؛ بما في ذلك إليزابيث إمبراطورة النمسا-المجر وماري صوفي ملكة الصقليتين.

## الذرية
كانت لديها عشرة أبناء من الدوق ماكسيمليان يوزف:-
1. الدوق لودفيغ فيلهلم في بافاريا «لويس» (21 يونيو 1831 - 6 نوفمبر 1920)؛ تزوج مرتين زواجاً مرغنطياً؛ كان لديه ابنة وابن من زوجته الأولى.
2. فيلهلم كارل (24 ديسمبر 1832 - 13 فبراير 1833)؛ توفي وهو لايزال رضيعاً.
3. الدوقة هيلين كارولين تيريز في بافاريا «نيني» (4 أبريل 1834 - 16 مايو 1890)؛ تزوجت من ماكسيميان أنطون لامورال أمير ثورن وتكسيس الوراثي؛ لديهم ذرية.
4. الدوقة إليزابيث أمالي أوجيني في بافاريا «سيسي» (24 ديسمبر 1837 - 10 سبتمبر 1898)؛ تزوجت من فرانز يوزف الأول إمبراطور النمسا-المجر؛ لهم ذرية.
5. الدوق كارل تيودور في بافاريا «غاكل» (9 أغسطس 1839 - 30 نوفمبر 1909)؛ تزوجت مرتين: أولا من ابنة خالته الأميرة صوفي من ساكسونيا انجبت له ابنة واحدة؛ ومن ثَّم تزوج من انفانتا ماريا جوزيه من البرتغال انجبت له خمسة أبناء؛ بما في ذلك إليزابيث ملكة بلجيكا وماري غابريلي أميرة بافاريا الوراثية.
6. الدوقة ماري صوفي في بافاريا (4 أكتوبر 1841 - 19 يناير 1925)؛ تزوجت من فرانشيسكو الثاني ملك الصقليتين؛ وأيضا لديها ابنة واحدة، وكما لديهم ابنة أو ابنتان غير شرعيات.
7. الدوقة ماتيلد لودوفيكا في بافاريا (30 سبتمبر 1843 - 18 يونيو 1925)؛ تزوجت من لودوفيكو كونت تراني الأخ الغير شقيق لفرانشيسكو الثاني ملك الصقليتين.
8. ماكسيمليان (8 ديسمبر 1845) توفي في نفس اليوم.
9. الدوقة صوفي شارلوت في بافاريا «صوفيرل» (23 فبراير 1847 - 4 مايو 1897)؛ تزوجت من فرديناند دوق ألونسون حفيد الملك لويس فيليب الأول من فرنسا؛ لهم ذرية.
10. الدوق ماكسيمليان إيمانويل في بافاريا «مابيرل» (7 ديسمبر 1849 - 12 يونيو 1893)؛ تزوج من الأميرة أميلي من ساكس-كوبرغ وغوتا هي شقيقة الملك فرديناند الأول من بلغاريا وأيضا هي ابنة عمة الأمير فرديناند دوق ألونسون؛ لهم ذرية.